# Râul Rojdaș
Râul Rojdaș este curs de apă afluent al râului Toplița. 

## Hărți
- Harta Turistică Covasna